# آن کرامب
آن کرامب (انگلیسی: Ann Crumb; ۲۵ مهٔ ۱۹۵۰ – ۳۱ اکتبر ۲۰۱۹) موسیقی‌دان اهل ایالات متحده آمریکا بود. وی بین سال‌های ۱۹۸۷ تا ۲۰۱۹ میلادی فعالیت می‌کرد.